# 刘志明 (计算机科学家)
刘志明（1961年10月10日—），電腦科學家，英国计算机协会高级会士，现任西南大学计算机与信息科学学院教授。

## 生平
出生于中华人民共和国河北省，后在河南洛阳学习，并于1982年取得数学学士学位。1988年，取得中国科学院软件研究所计算机科学硕士学位；1991年获得英国华威大学的博士学位，博士论文为基于模型转换的容错程序。
获得博士学位后，刘志明于1991年至1992年间以客座科学家身份在位于Lyngby的丹麥理工大學计算机科学系工作。随后返回英国华威大学，任博士后研究员至1994年10月，期间研究实时程序和容错软件的规范技术。1994年至1995年，前往萊斯特大學担任计算机科学讲师。2002年至2013年期间先后在聯合國大學國際軟件技術研究所（UNU-IIST）担任研究员和高级研究员。2013年10月再赴英国，在伯明翰城市大學担任软件工程教授。2016年，刘志明获“千人计划”资助，转岗到中国重庆西南大学担任教授。